# Stenella sinuosogeniculata
Stenella sinuosogeniculata är en svampart som beskrevs av U. Braun & C.F. Hill 2008. Stenella sinuosogeniculata ingår i släktet Stenella, och familjen Mycosphaerellaceae. Inga underarter finns listade i Catalogue of Life.